# 2058
L'any 2058 (MMLVIII) serà un any comú que començarà en dimarts segons el calendari gregorià, l'any 2058 de l'era comuna (CE) i Anno Domini (AD), el 58è any del tercer mil·lenni, el 58è any del segle xxi, i el novè any de la dècada del 2050.

## Esdeveniments
Països Catalans
- Televisió de Catalunya complirà 75 anys des de la seva creació.

Resta del món
- 21 de juny: es produeix un Eclipsi parcial de Sol.[1]
- La pel·lícula Lost In Space (Perduts en l'espai)[2] s'inicia a aquest any.[3]
- L'obra completa dels Beatles serà de domini públic. Si bé part de la discografia de la banda de Liverpool ja està lliure de drets d'autor, no serà fins al llunyà 2058 quan totes les cançons puguin ser copiades, distribuïdes i adaptades lliurement per qualsevol.[4]